# 坂井米夫
坂井 米夫（さかい よねお、1900年9月1日 - 1978年11月21日）は、日本の新聞記者。

## 経歴
佐賀市に生まれ、旧制佐賀中学校（現佐賀県立佐賀西高等学校）を卒業後、明治学院に学んだ。1926年に映画雑誌『写真と演芸』の特派員として渡米した。
アメリカでは邦字紙「日米」や「羅府新報」の記者を務め、1932年のロサンゼルスオリンピックをきっかけに東京朝日新聞の通信員を兼ねる。1937年にはスペイン内戦を取材し、爆撃直後のゲルニカにも足を向けている。またインドシナや中近東の取材もおこない、1938年に再び渡米。日米開戦により強制収容の対象となったが、アメリカ海軍日本語学校の教官に採用されて、収容所から解放された。日本語学校で指導した生徒にはドナルド・キーンもいた。戦争末期の1945年、情報機関の戦略情報局（Office of Strategic Services、略称OSS。CIAの前身）に参加する。OSSは当時日本に対する情報工作をおこなっており、その要員としてリクルートされたのである。戦後に公開されたOSSの機密文書によると、坂井がOSSに参加したのは1945年の「6月中旬から」で、「創作能力は最高級。グループの全員から高く評価されている」と紹介されている。また宇佐美承によると、坂井をリクルートしたのは元アメリカ共産党員で、OSSの「コーリングウッド班」と呼ばれたグループを率いたジョー・コイデ（鵜飼信道）であった。OSSは戦争の早期終結のために日本の政府や世論への工作を試みていたが、日本側は本土決戦を呼号する状況であった。坂井は、「宮城（皇居）にパラシュートで降下し、直接天皇に無条件降伏を訴える」という工作を発案する。この構想は最終的に、「日本に潜入したエージェントが、政府に近く戦争に批判的な要人と接触し、その要人が天皇に『面子を保って降伏することが可能となるような』条件を説明する」という形に変えられ、沖縄で日本国民に偽装したのちに潜入する手はずとなっていたが、日本の降伏により中止となった。日本の降伏を受けて、ジョー・コイデの指揮の下、坂井は「進駐に関する意見書」など日本占領に備えた文書を作成した。その後、OSSのメンバーは米国戦略爆撃調査団に加わって日本に向かうが、メンバーから共産主義者を外すという方針の中で、スペイン内戦当時にフランコに反対した報道をしたことがたたって、選から漏れた。
戦後、1947年からは東京新聞社の特派員となる。1952年からNHKラジオ番組「アメリカ便り」をワシントンの特派員として担当。1955年、ボーン・上田記念国際記者賞を受賞した。1964年からはサンケイ新聞に所属。 1971年には勲三等瑞宝章を授与された。1975年より療養生活を送り、サンケイ新聞ワシントン特派員の肩書きのまま、1978年11月21日にワシントンで没した。

## 著書
- 『ヴァガボンド通信』改造社、1939年
  - 1980年に彩流社より『動乱のスペイン報告 ヴァガボンド通信-一九三七年』として川成洋の編著にて復刻
- 『ヴァガボンド通信 続』改造社、1940年
- 『ヴァガボンド・襄』板垣書店、1948年
- 『アメリカ雑記帳』板垣書店、1948年
- 『日系市民とYUKI』名曲堂出版部、1949年
  - サンケイ新聞出版局より1969年に再刊
- 『新アメリカ便り』名曲堂出版部、1949年
- 『アメリカ便り 第2』名曲堂出版部、1949年
- 『アメリカ便り 第3』名曲堂、1950年
- 『私の遺書』文藝春秋、1967年

## 関連文献
- 林かおり『日系ジャーナリスト物語：明治の日本人群像』信山社出版、1997年